# Jean-Luc Robert
Jean-Luc Robert, né le 22 juin 1960 à Versailles (Yvelines), est un joueur de pétanque français et également commentateur sportif pour la pétanque sur la chaine L'Équipe TV.

## Style de jeu
Il se positionne en pointeur.

## Clubs
- ?-? : Boule d'Or Montélimar (Drôme)
- ?-? : Pétanque Montmidi Poitiers (Vienne)
- ?-? : AS Hanches (Eure-et-Loir)
- ?-? : Hanches Pétanque (Eure-et-Loir)
- ?-? : Amicale bouliste du Taurion (Haute-Vienne)
- ?-? : Pétanque Boule Langonnaise Langon-sur-Cher (Loir-et-Cher)
- ?-? : La Boule Joyeuse de Rumilly (Haute-Savoie)

## Palmarès[1],[2]

### Séniors

#### Championnats du Monde
Troisième
- Triplette 2000 (avec Philippe Suchaud, Jean-Marc Foyot et Philippe Quintais) :  Équipe de France

#### Championnats de France
Champion de France
- Doublette 1992 (avec Laurent Morillon) : Pétanque Montmidi Poitiers
- Doublette 1999 (avec Philippe Quintais) : AS Hanches

#### Coupe de France des Clubs
Vainqueur
- 2002 (avec Fabienne Berdoyes, Angélique Pillas, Philippe Quintais, Raphaël Rypen, Sebti Amri, Hervé Concédieu, Bruno Petit et Jean-Pierre Mercier (coach)) : Hanches Pétanque

Finaliste
- 2001 (avec Angélique Pillas, Philippe Quintais, Sebti Amri, Hervé Concédieu, Jean-Pierre Le Lons, Bruno Petit et Jean-Pierre Mercier (coach)) : Hanches Pétanque

#### Trophée des villes
Vainqueur
- 2001 (avec Philippe Quintais et Raphaël Rypen) : Chartres

#### Mondial La Marseillaise
Vainqueur
- 1997 (avec Joseph Farré et Philippe Quintais)

#### Millau

##### Mondial de Millau (1993-2002)
Vainqueur
- Triplette 1995 (avec Laurent Morillon et Philippe Quintais)
- Triplette 1996 (avec Laurent Morillon et Philippe Quintais)
- Doublette 1996 (avec Philippe Quintais)
- Doublette 1997 (avec Philippe Quintais)
- Tête-à-tête 1999

Finaliste
- Triplette 1998 (avec Philippe Quintais et Jean-Pierre Le Lons)
- Triplette 1999 (avec Philippe Quintais et Jean-Pierre Le Lons)
- Doublette 1999 (avec Philippe Quintais)

## Commentateur sportif
Il est commentateur sportif pour la pétanque sur la chaine L'Équipe TV en duo avec Xavier Richefort.